# Cisti fornaio
Cisti fornaio è un personaggio del Decameron di Giovanni Boccaccio, protagonista della seconda novella della sesta giornata. Il tema di quella giornata, che ha come regina Elissa, è la capacità di usare bene l'arte della parola.
Cisti è un fornaio che col suo lavoro ha guadagnato abbastanza denaro da potersi permettere un vino molto pregiato, e che esercita la sua professione in una bottega di fronte alla Chiesa di Santa Maria degli Ughi a Firenze. Egli è un uomo semplice ma dall'animo nobile, che è stato capace di raggiungere una condizione agiata sia grazie alla fortuna che alla sua integerrima onestà che lo rende capace di commerciare senza ingannare il prossimo.

## Trama della novella
La novella di Cisti Fornaio inizia con un discorso di Pampinea, che racconta la storia. Essa afferma che spesso la natura e la fortuna giocano brutti scherzi agli uomini, come per esempio dotarli di un'anima nobile ed un corpo sgraziato, oppure di un'anima nobile e un mestiere vile; questa è la situazione di Cisti, uomo intelligente, generoso ed in grado di districarsi con l'astuzia nelle situazioni più complicate, ma che svolge una professione umile e semplice, quella di fornaio. Cisti, convinto della bontà del vino che ha potuto procurarsi grazie al suo duro lavoro, decide di provare a farlo assaggiare a Messer Geri Spina, importante legato di papa Bonifacio VIII che assieme a due colleghi ambasciatori usava transitare ogni mattina vicino alla bottega di Cisti. Il fornaio, essendo una persona umile, non avrebbe mai il coraggio di chiedere esplicitamente ad un nobile come Geri di assaggiare il suo vino, quindi fa in modo che si inviti da solo: per tre giorni, durante il passaggio di Geri e degli ambasciatori, prepara una tavola ben imbandita e si mette a gustare il suo vino con tale enfasi «che egli n'avrebbe fatta venir voglia ai morti». Il terzo giorno Messer Geri finalmente si avvicina alla bottega di Cisti e gli chiede di poter assaggiare il vino. Rimasto piacevolmente colpito dalla bontà del vino, organizza in seguito una cena di nobili e decide di far assaggiare ai commensali il vino di Cisti (che era stato invitato ma aveva rifiutato fermamente). Geri invia un servo a prendere una quantità di vino sufficiente per farne bere almeno un mezzo bicchiere ad ogni ospite. Il servo però vuole godere un po' del vino che Cisti gli darà, così decide di portare con sé un fiasco molto capiente per prenderne una grande quantità. Da questa situazione si determina uno scambio di battute riportate dal servo ai due personaggi, che si muove tra la bottega di Cisti e il convivio di Geri. Il primo sostiene infatti che tale fiasco non sia adatto per un vino così pregiato, e che un recipiente così capiente è invece adatto per prendere l'acqua in Arno. Messer Geri capisce l'arguta risposta e invia nuovamente il servo con un fiasco più piccolo, ricevendo dal fornaio tutto il vino desiderato. Successivamente Cisti torna da Geri e gli spiega che il suo gesto era dovuto al fatto che un vino così pregiato non era, a suo parere, degno di essere bevuto dalla servitù, e regala tutto il suo vino a Messer Geri, che gli sarà amico per tutta la vita. Boccaccio pone così l'umile Cisti in una condizione di sostanziale parità con il colto legato Geri, grazie alla sua arguzia.